# 닌자 가이덴 2
닌자 가이덴 2(Ninja Gaiden II,ニンジャ ガイデンII)는 팀 닌자가 개발하고 마이크로소프트 게임 스튜디오가 엑스박스 360용으로 배급한 2008년 액션 어드벤처 게임이다. 2004년작 닌자 가이덴의 속편으로, 동명 시리즈의 두 번째 3D 타이틀이며, 2008년 6월 전 세계에 출시되었다. 닌자 가이덴 시그마 2라는 제목으로 재해석되어 대폭 변경된 버전이 코에이 테크모에서 2009년 플레이스테이션 3용으로, 2013년 플레이스테이션 비타용으로 출시되었다. 원작 게임의 요소와 시그마 2를 혼합한 리마스터인 닌자 가이덴 2 블랙은 2025년 1월 23일 플레이스테이션 5, 윈도우 및 엑스박스 시리즈 X/S용으로 발표 및 출시되었다.
발표 직전인 2007년 9월 11일, 게임의 스크린샷이 일본 엑스박스 360 웹사이트에 실수로 유출되었고 몇 시간 후에 삭제되었다. 하루 뒤인 9월 12일, 도쿄 게임 쇼 2007 기자회견에서 마이크로소프트와 함께 게임이 미리 공개되었고, 게임의 존재와 엑스박스 360 독점작임을 확인했으며, 게임의 감독인 이타가키 도모노부는 "이제 세계 최고의 하드웨어에서 실행되는 세계 최고의 액션 게임을 즐기십시오."라고 말한 것으로 전해졌다. 9일 후인 2007년 9월 20일, 닌자 가이덴 2는 도쿄 게임 쇼 2007에서 첫 번째 예고편과 다양한 인터뷰와 함께 공식적으로 대중에게 공개되었다. 이 게임은 독일에서 USK 등급을 받지 못해 출시되지 않았다.
닌자 가이덴 2는 비평가들로부터 난이도, 빠른 전투, 폭력성에 대한 칭찬과 함께 긍정적인 평가를 받았지만, 일부는 혁신 부족을 비판했다. 이 게임은 상업적으로 성공적이라고 여겨졌으며, 2008년 12월 기준 전 세계적으로 110만 장이 판매되었다. 이타가키 도모노부의 참여 없이 2012년 3월 20일 속편인 닌자 가이덴 3가 출시되었다.

## 게임 플레이
닌자 가이덴 2의 새로운 전투 시스템은 플레이어 캐릭터인 류가 적들의 사지를 절단하고 몸을 찢어 그의 무기와 주변 모든 것을 피로 덮게 만든다. 닌자 가이덴에 비해 속편은 더 많은 유혈과 그래픽적인 폭력을 포함한다. 사지 절단은 팔이나 다리가 절단되는지에 따라 적을 약화시키거나 느리게 만들지만, 반드시 죽이지는 않는다. 사실, 부상당한 적은 류를 붙잡고 그에게 소이 수리검을 박는 것과 같은 자살 전술을 사용하기 쉽기 때문에, 플레이어는 부상당한 적이 우위를 점하기 전에 새로운 잔인한 섬멸 기술을 사용하여 상대를 신속하게 마무리해야 한다. 이 새로운 메커니즘은 보스 캐릭터가 있을 때도 발동될 수 있다. 다른 액션 어드벤처 타이틀과 비교할 때, 플레이어는 전투 중 적들만큼이나 공격에 취약할 수 있다.
표준 근접 기술 외에도 류는 전투에서 근처의 에센스를 흡수할 수 있다. 이 색깔 있는 에너지 구체는 죽은 적의 시체에서 방출되며, 류가 가까이 다가가면 그의 몸에 흡수된다. 에센스는 류를 치유하고, 그의 기를 회복시키고, 돈을 늘리는 역할을 하는 등 일반적인 게임 플레이에 중요한 역할을 한다. 그러나 플레이어는 류가 의도적으로 에센스를 끌어들이게 할 수 있으며, 이는 궁극 기술로 알려진 강력한 공격을 펼치는 데 사용될 수 있다. 류가 싸우고 피해를 입으면 류의 체력 바 오른쪽에 붉은 바가 쌓이기 시작하는데, 이를 지속 피해라고 한다. 류가 특정 지역의 모든 적을 섬멸한 후에는 그의 체력이 회복되지만, 붉은 바가 시작되는 지점까지만 회복된다. 그러나 영적 생명의 약초와 세이브 조각상은 이 지속 피해를 치유할 수 있다. 또한 류가 전투를 마친 후에는 지부루이(무기에서 피를 털어내는 행위)를 수행한다. 그는 각 무기마다 다른 애니메이션으로 이 동작을 수행한다. 류는 가만히 서서 공격을 막을 수 있지만(적들이 그의 방어를 뚫고 그를 취약하게 만들 수 있음) 역풍이라는 기동으로 대시하여 피할 수도 있다. 이 게임은 또한 원작 게임의 "허리케인 팩" 업그레이드에서 두 가지 요소를 가져왔다: 카메라 회전과 에센스 없이도 궁극 기술을 충전할 수 있는 능력(충전하는 데 시간이 걸리지만, 에센스를 흡수하여 과정을 가속화할 수 있다).
류는 전투에서 그의 상징적인 드래곤 소드를 사용할 것이지만, 이클립스 큰낫, 드래곤의 발톱과 타이거의 송곳니 검, 톤파, 쿠사리가마 그리고 팔콘의 발톱 닌자 발톱과 같은 새로운 무기들은 플레이어가 적들을 처치하는 데 더 많은 다양성을 제공할 것이다. 류의 새로운 마법 주문인 닌포는 불사조의 불꽃 기술, 바람 칼날 기술, 관통의 공허 기술을 포함한다. 그러나 원작 닌자 가이덴의 무기와 닌포는 지옥 기술과 비고리안 플레일 형태로 돌아올 것이다. 돌아온 풍차 수리검, 소이 수리검, 활(피엔드 베인 활로 이름 변경)은 이제 류의 모든 근접 무기처럼 에센스를 흡수하여 그들만의 궁극 기술을 발동시킬 수 있다.

## 줄거리
게임의 주인공은 류 하야부사로, 드래곤 닌자 혈통의 마스터 닌자이자 현재 드래곤 소드의 소유자이다. 닌자 가이덴 블랙 사건 이후 1년이 지난 시점에 대장장이 무라마사는 일본 도쿄에 가게를 차린다. CIA 요원 소니아는 가게에 들어와 류의 행방을 묻다가 블랙 스파이더 닌자 클랜의 공격을 받아 납치된다. 드래곤 닌자 류가 나타나 소니아의 납치를 막는 데 실패하고 도쿄 마천루를 가로질러 달려가 요원을 구출하는데, 그녀는 블랙 스파이더 닌자들이 하야부사 마을을 공격했음을 알린다. 그들은 류가 닌자 가이덴 사건 동안 회수한 이후 마을에서 지키고 있던 악마 조각상을 훔치려 한다.
류는 집으로 돌아와 아버지 조 하야부사가 블랙 스파이더 닌자 클랜의 우두머리 겐신과 결투하는 것을 발견한다. 불행히도 악마 조각상은 상위 악마의 여왕이자 피의 지배자 엘리제베트에게 빼앗기고, 조는 아들에게 무슨 수를 써서라도 조각상을 되찾으라고 촉구한다. 류는 소니아와 함께 엘리제베트와 악마 조각상을 추적하며 전 세계를 여행하고, 그 과정에서 블랙 스파이더 닌자들, 악마들, 그리고 다른 세 명의 상위 악마들(번개의 우아한 지배자 알렉세이, 폭풍의 무적 지배자 볼프, 불길의 사악한 지배자 제도니우스)을 만난다.
류는 엘리제베트를 남아메리카까지 추적하여 그녀가 고대 대악마 바즈다를 부활시키기 위해 지옥의 대사제 다그라 다이에게 악마 조각상을 바치는 것을 목격한다. 엘리제베트는 류와 결투하고 류는 그녀를 물리치지만, 엘리제베트는 자신의 귀환을 선언한다. 이를 지켜보던 겐신은 악마들이 일본의 후지산에서 나타날 대악마를 부활시키려 한다고 설명한다. 후지산은 또한 블랙 스파이더 클랜과 드래곤 혈통이 모두 묶여 있던 장소이다. 류는 소니아에게 자신을 따라오지 말라고 경고하며 집으로 돌아간다.
류가 불타는 후지산을 바라볼 때, 아야네가 조 하야부사가 선물한 드래곤의 눈을 가지고 나타나고, 류는 그 유물을 자신의 드래곤 소드에 장착하여 다시 진정한 드래곤 소드를 형성한다. 산 정상으로 향하던 류는 분화구 입구에서 자신을 기다리고 있는 겐신을 발견한다. 후지산이 분출하자 겐신은 류에게 "대악마의 분노"에는 관심이 없었으며, 자신들의 순간이 마침내 도래했다고 밝힌다. 두 닌자는 겐신이 쓰러질 때까지 싸우고 류는 후지산으로 뛰어든다. 류가 후지산으로 내려가는 동안 엘리제베트는 죽은 겐신 위에 나타나 그를 악마로 되살리려 한다.
류는 수많은 악마들을 헤쳐나가 제도니우스, 볼프, 알렉세이를 단독으로 물리치고 붙잡힌 소니아를 구출한다. 그는 그녀에게 가만히 있으라고 지시한다. 류는 다른 방으로 가서 악마로 변한 부활한 겐신을 발견하고 네 번째이자 마지막 전투를 벌인다. 두 닌자는 또 다른 힘든 전투를 벌이고 류는 결국 겐신을 쓰러뜨리고 그의 얼굴 갑옷까지 찢어버린다. 겐신과 류는 치명적인 적수였지만, 겐신이 죽음을 맞이하는 순간 닌자로서의 마지막 상호 존경을 나눈다. 겐신은 류에게 자신의 모든 행동이 블랙 스파이더 클랜 전체를 강화하기 위한 것이었고(그의 목표는 항상 그랬음) 그것을 추구한 것에 후회가 없다고 말한다. 그는 류를 위대한 전사로 인정하고, 류의 대의를 지지하며 죽기 전에 저주받은 대악마의 칼날을 건넨다. 격노한 엘리제베트가 나타나 블랙 스파이더 닌자가 자신의 힘에도 불구하고 패배한 것을 꾸짖는다. 류는 엘리제베트를 공격하고, 자신의 드래곤 소드와 겐신의 대악마 칼날을 합쳐 그녀를 분노하여 붉은 먼지로 베어버린다. 그는 그 군주가 그녀보다 더 많은 삶을 살아야 할 이유가 있었다고 말한다.
지하 세계 깊숙이 여행한 류는 대악마의 부활을 거의 마친 다그라 다이와 대면하여 그를 물리친다. 마지막 수단으로 지옥의 대사제는 바즈다에게 자신의 생명을 바치고 대악마가 부활한다. 류는 괴물을 쓰러뜨리고 소니아와 함께 지상으로 향하지만, 열린 상처에서 흘러나온 피 한 방울이 실수로 악마에게 떨어져 바즈다를 되살리고, 바즈다는 진정한 형태로 정상으로 올라간다. 분출하는 후지산 한가운데서 류는 인류의 운명을 결정할 절정의 결투에서 대악마와 맞서 싸워 승리한다. 소니아와 류는 다시 만나 산 정상으로 올라가 함께 일출을 맞이한다.
쿠키 영상에서 수많은 칼날이 땅에 박혀 있는 들판 가운데에 류는 겐신의 대악마의 칼날을 땅에 박고 블랙 스파이더 군주에게 경의를 표하며 절한다. 류는 안개 속으로 사라지기 전에 마지막으로 한 번 더 뒤돌아본다. 이야기는 닌자 가이덴 3와 그 확장팩인 레이저스 엣지에서 이어진다.

## 개발 및 출시

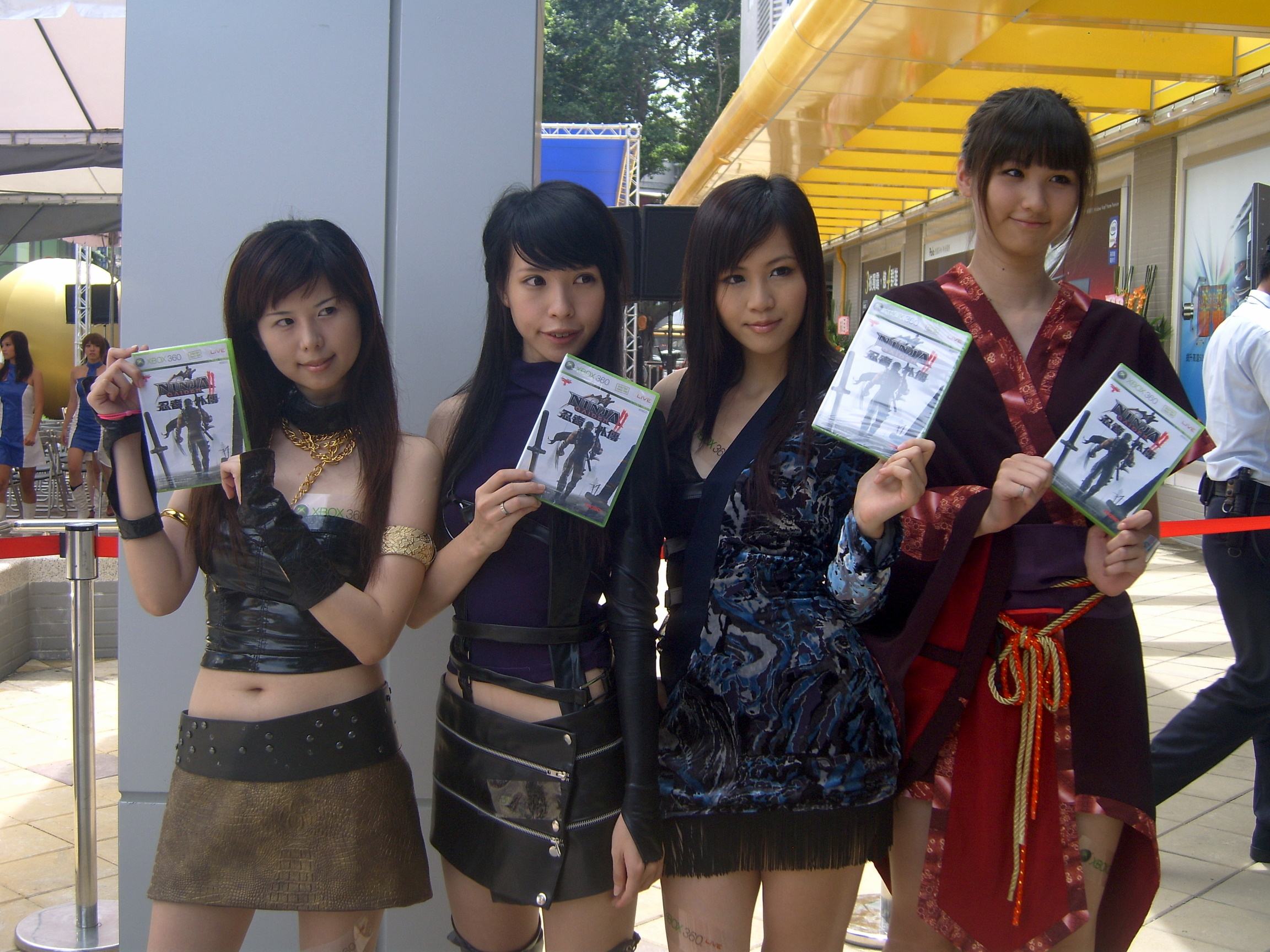
타이완 광화상장에서의 닌자 가이덴 2 홍보

닌자 가이덴 2의 초기 스크린샷은 2007년 9월 11일 일본 공식 엑스박스 360 웹사이트에 유출되었으나 몇 시간 만에 삭제되었다. 하루 뒤인 2007년 9월 12일, 마이크로소프트는 도쿄 게임 쇼 2007에서 기자 회견을 열어 게임의 존재를 확인하고 엑스박스 360 독점작임을 알렸다. 게임 감독 이타가키 도모노부는 행사에서 "이제 세계 최고의 하드웨어에서 실행되는 세계 최고의 액션 게임을 즐기십시오."라고 말했다. 8일 뒤인 9월 20일, 닌자 가이덴 2는 도쿄 게임 쇼 2007에서 첫 번째 공개 트레일러와 함께 공식적으로 공개되었다. 현지화는 팀 닌자 멤버인 앤드류 시만스키가 AltJapan Co., Ltd.와 협력하여 감독했다.
닌자 가이덴 2의 데모 게임은 2008년 5월 31일 일본 엑스박스 라이브에, 2008년 6월 8일 유럽과 미국에 출시되었다. 이 게임은 독일에서 USK 등급 부족으로 출시되지 않았다. 닌자 가이덴 시그마 2라는 제목의 변경된 버전이 2009년 플레이스테이션 3용으로, 2013년 플레이스테이션 비타용으로 출시되었다.

### 이용 가능 여부
2021년 닌자 가이덴: 마스터 컬렉션 출시를 앞두고 IGN과의 인터뷰에서 팀 닌자의 후미히코 야스다 대표는 개발사가 엑스박스 플랫폼의 원작 게임 소스 코드를 "복구할 수 없었다"고 언급했다. 이러한 이유와 나중에 이식된 추가 모드 및 의상 때문에 팀 닌자는 닌자 가이덴 블랙이나 닌자 가이덴 2를 리마스터할 계획이 없었다.
닌자 가이덴 시그마 2의 언리얼 엔진 5 리마스터인 닌자 가이덴 2 블랙은 나중에 플레이어에게 "원작 닌자 가이덴 2에 더 가까운 것"을 제공하기 위해 개발되었다. 이 게임은 원작 업그레이드 시스템과 폭력 수준으로 돌아왔고, 적의 수가 늘어났으며, 시그마 2의 일부 보스와 모드가 제거되었다. 이 게임은 2025년 1월 23일 플레이스테이션 5, 윈도우 및 엑스박스 시리즈 X/S용으로 발표 및 출시되었다.

## 평가
닌자 가이덴 2는 리뷰 집계 웹사이트 메타크리틱에 따르면 "대체적으로 긍정적인 평가"를 받았다. 일본에서는 패미통이 40점 만점에 9점 2개와 8점 2개를 합쳐 34점을 주었고, 패미통 X360은 40점 만점에 10점 1개, 9점 2개, 8점 1개를 합쳐 36점을 주었다.
게임존은 10점 만점에 8.8점을 주며 "올해 꼭 플레이해야 할 액션 게임 중 하나"라고 평했다. 에지는 이 게임에 10점 만점에 8점을 주며 "팀 닌자가 해당 장르의 대부분의 개발사를 능가하는 재능을 가지고 있음을 보여주는 매력적이고 엄청나게 반복 플레이 가능한 게임"이라고 평했다. 게임프로는 "세련되고 스릴 넘치는 액션 게임이지만, 팬들이 그토록 열망하던 걸작에는 미치지 못한다. 플레이할 가치는 충분하고 즐거움을 느낄 수 있지만, 까다로운 카메라와 고르지 못한 난이도가 확실히 재미를 반감시킨다"고 평했다.
게임스팟은 2008년 비디오 게임 시상식에서 이 게임을 '최소 개선 속편' 상 후보로 지명했으며, 이 상은 진·삼국무쌍 6에 돌아갔다.
2008년 8월 28일, 닌자 가이덴 2는 100만 장 이상 판매되었다고 보고되었다. 2008년 12월 기준, 전 세계적으로 110만 장이 판매되었다.

## 내용주
1. ↑  게임프로는 그래픽에 5점 만점에 4.75점, 사운드에 3.5점, 조작에 4.25점, 재미 요소에 3.75점을 주었다.